# Leptomicrurus scutiventris
Leptomicrurus scutiventris (карликовий чорний кораловий аспід) — вид отруйних змій родини аспідових (Elapidae). Мешкає в Південній Америці.

## Поширення і екологія
Карликові чорні коралові аспіди мешкають на північному заході Амазонії, на території північно-східної Колумбії, північно-східного Еквадору, північного Перу і північно-західної Бразилії, можливо, також на півдні Венесуели. Вони живуть у вологих тропічних лісах, на висоті від 60 до 1200 м над рівнем моря.